# SSCクリケット・グラウンド
SSCクリケット・グラウンド（英語: SSC Cricket Ground）、正式名称シンハリーズ・スポーツ・クラブ・クリケット・グラウンド（英語: Singhalese Sports Club Cricket Ground, シンハラ語: සිංහල ක්‍රිඩා සමාජ ක්‍රීඩාංගනය, タミル語: சிங்களவர் விளையாட்டுக் கழக அரங்கம்）は、スリランカ最大級のクリケット競技施設。数々の国内選手権決勝や国際試合の会場となっている。しばしば「スリランカのローズ」と呼ばれる。会場初のテスト・クリケットは1984年のニュージーランド代表対スリランカ代表の試合で、会場初のワン・デイ・インターナショナルは1982年のイングランド代表対スリランカ代表の試合。ホームチームであるスリランカ代表の2015年1月時点での会場戦績は38試合で18勝6敗14引き分け。

## 歴史
1899年、地域の名門私立学校の連合チームがプロチームに勝利した。その後シンハラ人のみのチームを作ろうという機運が生まれ、プロチームのシンハリーズ・スポーツ・クラブ（SSC）が創設された。このチームがヴィクトリア公園（現：ヴィハーラ・マハー・デーウィ公園）内の土地を借り、競技場を作った。
その後、1952年にSCCがメイトランド・プレイスに20エーカーの土地を借り、現在の場所に移転した。この場所は、第二次世界大戦時には連合軍の飛行場として利用されていた。

## グラウンド
地上のパビリオンは1956年に地元のナイトクラブの出資によって完成した。その後70年代半ばに巨大なスコアボードとスクリーンが設置された。グラウンドにはメディアセンターやコメンタリー・ボックスも設置されている。